# Rebecca Sartori
Rebecca Sartori (Bassano del Grappa, 22 maggio 1997) è un'ostacolista italiana, medaglia d'oro nei 400 metri ostacoli ai Giochi del Mediterraneo 2022 di Orano.

## Biografia
Nata, nel 1997, a Bassano del Grappa da genitori argentini emigrati in Italia perché suo padre, Fabian Adrian, era un promettente calciatore. A dieci anni, Sartori ha iniziato a praticare atletica (come la sorella maggiore Sofia e la sorella minore Lucrezia) nella società Gruppo Atletico Bassano (GAB).
Nel 2013, ai Campionati mondiali 2013 di Donec'k, Sartori giunge 6ª nei 400m ostacoli, con 1"03"25.
Nel 2017, ai Campionati europei U23 di Bydgoszcz, Sartori giunge 4ª nei 400m ostacoli, con 57"64.
Nel 2019, ai Campionati europei U23 di Gävle, Sartori giunge 4ª nei 400 m ostacoli, con 56"93.
Nel 2022, Sartori, stabilendo un primato personale con 55"40, si qualifica per i Campionati mondiali 2022 di Eugene dove giunge in semifinale con 55"90. A luglio, ai Giochi del Mediterraneo 2022 di Orano, vince la medaglia d'oro nei 400 metri ostacoli, con 55"75.

## Progressione

### 400 metri ostacoli
| Stagione | Tempo   | Luogo     | Data      | Rank. Mond. |
| -------- | ------- | --------- | --------- | ----------- |
| 2023     | 54"82   | Budapest  | 21-8-2023 | 27ª         |
| 2022     | 55"40   | Grosseto  | 16-6-2022 | 33ª         |
| 2021     | 56"49   | Ginevra   | 12-6-2021 | 73ª         |
| 2020     | 57"92   | Padova    | 30-8-2020 | 81ª         |
| 2019     | 56"89   | Gävle     | 13-7-2019 | 82ª         |
| 2018     | 57"43   | Jesolo    | 10-6-2018 | 117ª        |
| 2017     | 57"64   | Bydgoszcz | 15-7-2017 | 129ª        |
| 2016     | 59"60   | Rieti     | 25-6-2016 | -           |
| 2015     | 1'01"25 | Treviso   | 27-5-2015 | -           |
| 2014     | 1'01"10 | Rovereto  | 19-7-2014 | -           |
| 2013     | 1'01"05 | Donec'k   | 10-7-2013 | -           |

## Palmarès
| Anno | Manifestazione          | Sede      | Evento   | Risultato   | Prestazione | Note                          |
| ---- | ----------------------- | --------- | -------- | ----------- | ----------- | ----------------------------- |
| 2013 | Mondiali U18            | Donec'k   | 400 m hs | Semifinale  | 1'03"25     | [ 9 ]                         |
| 2017 | Europei U23             | Bydgoszcz | 400 m hs | Semifinale  | 57"64       | Miglior prestazione personale |
| 2019 | Europei U23             | Gävle     | 400 m hs | 4ª          | 56"93       | [ 10 ]                        |
| 2022 | Giochi del Mediterraneo | Orano     | 400 m hs | Oro         | 55"75       |                               |
| 2022 | Mondiali                | Eugene    | 400 m hs | Semifinale  | 55"90       | [ 11 ] [ 12 ]                 |
| 2022 | Europei                 | Monaco    | 400 m hs | Semifinale  | 57"29       |                               |
| 2023 | Mondiali                | Budapest  | 400 m hs | Semifinale  | 55"98       | [ 13 ]                        |
| 2024 | Giochi olimpici         | Parigi    | 400 m hs | Ripescaggio | 55"44       |                               |

## Campionati nazionali
2015
- 7ª ai campionati italiani juniores, 400 m hs - 1'01"51

2016
- Bronzo ai campionati italiani juniores (Bressanone), 400 m hs - 1'01"11
- 4ª ai campionati italiani juniores indoor, 60 m hs - 8"91

2017
- 7ª ai campionati italiani assoluti, 400 m hs - 59"96
- Oro ai campionati italiani promesse, 400 m hs - 58"11
- 4ª ai campionati italiani promesse indoor, 60 m hs - 8"89

2018
- 4ª ai campionati italiani assoluti, 400 m hs - 58"60
- Argento ai campionati italiani promesse, 400 m hs - 57"93

2019
- Bronzo ai campionati italiani assoluti (Bressanone), 400 m hs - 58"43
- Argento ai campionati italiani promesse, 400 m hs - 58"28
- Eliminata in batteria ai campionati italiani assoluti indoor, 400 m piani - 55"57
- 5ª ai campionati italiani promesse indoor, 400 m piani - 55"60

2020
- 4ª ai campionati italiani assoluti, 400 m hs - 57"92

2021
- 5ª ai campionati italiani assoluti, 400 m hs - 57"00

2022
- Argento ai campionati italiani assoluti (Rieti), 400 m hs - 55"43
- Eliminata in batteria ai campionati italiani assoluti indoor, 400 m piani - 54"38

2023
- Argento ai Campionati italiani assoluti (Molfetta), 400 m hs - 55"05

2024
- Argento ai campionati italiani assoluti (La Spezia), 400 m hs - 55"33

2025
- Argento ai campionati italiani assoluti (Caorle), 400 m hs - 55"11